# Mortcerf
Mortcerf település Franciaországban, Seine-et-Marne megyében. Lakosainak száma 1405 fő (2022. január 1.). Mortcerf La Houssaye-en-Brie, Neufmoutiers-en-Brie, Villeneuve-le-Comte, Crèvecœur-en-Brie, Dammartin-sur-Tigeaux, Guérard, Hautefeuille és Lumigny-Nesles-Ormeaux községekkel határos.

## Népesség
A település népességének változása:
| Lakosok száma | 1454 | 1461 | 1466 | 1445 | 1438 | 1431 | 1423 | 1416 | 1405 |
|               | 2013 | 2015 | 2016 | 2017 | 2018 | 2019 | 2020 | 2021 | 2022 |